# Melloina santuario
Espèce
Melloina santuario est une espèce d'araignées mygalomorphes de la famille des Theraphosidae.

## Distribution
Cette espèce est endémique de l'État de Lara au Venezuela,. Elle se rencontre dans la grotte Cueva El Santuario.

## Description
La carapace du mâle holotype mesure 6,30 mm de long sur 5,24 mm et l'abdomen 7,37 mm de long sur 3,66 mm et la carapace de la femelle paratype mesure 6,12 mm de long sur 4,57 mm et l'abdomen 9,50 mm de long sur 4,97 mm.

## Étymologie
Son nom d'espèce lui a été donné en référence au lieu de sa découverte, la grotte Cueva El Santuario.

## Publication originale
- Bertani, 2013 : « A new species of Melloina (Araneae: Paratropididae) from Venezuela. » Zoologia (Curitiba), vol. 30, p. 101-106 (texte intégral).